# Dornier Do P.256
De Do P.256 is een project voor een jachtvliegtuig, jachtbommenwerper en nachtjager dat werd ontwikkeld door de Duitse vliegtuigbouwer Dornier.

## Ontwikkeling
Het project gebruikte als basis, zoals zoveel van de laatste ontwerpen van Dornier, de Do 335. Het project werd in maart 1945 opgestart. Het was tevens een van de laatste ontwerpen van Dornier tijdens de oorlog.
De motoren waren twee Heinkel He S 011-straalmotoren die onder de vleugels waren aangebracht. Dit waren de sterkste en modernste straalmotoren die tegen het einde van de oorlog in Duitsland beschikbaar waren. Ze hadden een stuwdruk van 1.300 kg per stuk. De brandstofcapaciteit bedroeg 3.900 lt en bevond zich in drie brandstoftanks in de romp.
De vleugels waren laag tegen de romp aangebracht en hadden aan de voorrand een geringe pijlstand en een rechte achterrand. De cockpit bevond zich in het voorste deel van de romp en bood plaats aan de piloot en navigator. Deze zaten naast elkaar. De luchtschutter zat in een ruimte in het achterste deel van de romp.
Er werd gebruikgemaakt van een neuswiellandingsgestel. Het neuswiel werd voorwaarts in de rompneus opgetrokken, het hoofdlandingsgestel binnenwaarts in de vleugels.
De bewapening bestond uit vier 30mm-MK108-kanonnen, twee in de bovenkant en twee in de onderkant van de rompneus. Er was ook de mogelijkheid voor het aanbrengen van twee 30mm-MK108-kanonnen in de romp. Deze vuurde schuin voorwaarts omhoog. Er konden ook twee bommen van 500 kg worden vervoerd. In de rompneus was een FuG 240 “Berlin”-radarsysteem aangebracht. Deze was voorzien van een roterende schotelantenne.

### Technische specificaties
- Spanwijdte: 15,45 m.
- Lengte: 13,6 m.
- Hoogte: 5,50 m.
- Vleugeloppervlak: 41 m².
- Startgewicht: 12.250 kg.
- Maximumsnelheid: 882 km/uur.
- Landingssnelheid: 170 km/uur.
- Stijgsnelheid:13,60 m/s.
- Actieradius: 1.550 km.
- Vliegduur: 1 uur 3 kwartier op 10.000 m.
- Plafond: 12.500 m.